# 大分県立碩信高等学校
大分県立碩信高等学校（おおいたけんりつ せきしんこうとうがっこう）は、かつて大分県大分市上野丘二丁目にあった県立通信制高等学校。通信制課程だけの独立した高等学校としては、九州で唯一であった。

## 設置学科
- 普通科
- 衛生看護科
- 被服科
- 科目履修生

## 沿革
- 1948年（昭和23年） - 大分県立大分第一高等学校（現大分上野丘高等学校）、中津第一高等学校（現中津南高等学校）の2校に通信教育部を設置。
- 1951年（昭和26年） - 通信教育部を大分県立大分城崎高等学校（現大分県立大分商業高等学校）1校に移管。
- 1954年（昭和29年） - 通信教育部を大分県立大分上野丘高等学校に再移管。
- 1951年（昭和36年） - 通信制発足に伴い大分上野丘高等学校通信制課程となる。
- 1968年（昭和43年） - 独立して大分県立碩信高等学校となる。
- 1982年（昭和57年） - 専用校舎竣工。
- 2001年（平成13年） - 単位制に移行。
- 2010年（平成22年）3月7日 - 閉校。

## 所在地
- 大分県立大分上野丘高等学校と隣接していた。

## 高校再編
大分県教育委員会による前期高校再編整備計画に基づき、2010年度（平成22年度）に、本校と、定時制の大分県立大分中央高等学校、大分県立別府鶴見丘高等学校定時制の3校を統合して、大分市上野丘1丁目11番14号に大分県立爽風館高等学校が開校した。爽風館高校は3部制（定時制）課程と通信制課程を併置した単位制高校であり、本校は2009年度（平成21年度）で閉校して、在校生は2010年度（平成22年度）から爽風館高校に通学することとなった。